# Моторизованное ныряющее каноэ
Моторизованное ныряющее каноэ (англ. Motorised Submersible Canoe), называемое также Спящая красавица (англ. Sleeping Beauty) — военная подводная лодка для одного боевого пловца, созданная британским управлением специальных операций во время Второй мировой войны для осуществления тайных операций, рекогносцировки или военных ударов по вражеским суднам.

## Конструкция
Моторизованное ныряющее каноэ было разработано майором Хью Квентин Ривзом для нападения на стоящие в гавани корабли. Каноэ получило своё прозвище «Спящая красавица», когда проходящий мимо офицер нашёл Ривза, спящего в ней.
Каноэ изготовлялось из мягкой стали. Его длина составляла 12 футов 8 дюймов (3,86 м), ширина 27 дюймов (0,69 м). В нём использовался электродвигатель мощностью 5 л.с., питание которого обеспечивали четыре батареи напряжением по 6 В. Максимальная скорость лодки достигала 4,4 узла (8,1 км/ч, 5,1 миль/ч). Каноэ было рассчитано на перемещение под водой на расстояние от 30 до 40 морских миль (от 56 до 74 км) на крейсерской скорости 3,1 узла (5,7 км/ч). Максимальная рабочая глубина составляла 50 футов (15 м).
Спящая красавица была рассчитана на перевозку до 3,5 фунтов (1,6 кг) взрывчатых веществ, а также могла быть сброшена с самолета-бомбардировщика в воду достаточно близко к вражеской цели. Передние и центральные баки внутри корпуса могли быть затоплены для погружения, или наполнены сжатым воздухом для всплытия на поверхность. Пилот управлял каноэ с помощью джойстика, подключенного к рулю и подводным крыльям. Дыхание пилота обеспечивали ребризер Siebe Gorman Mkll Amphibian или подводный дыхательный аппарат Dunlop UWSBA. Каноэ также могло приводиться в движение за счёт ветра. Для этого нужно было поднять мачту с парусом. Несмотря на то, что Спящая красавица была разработана для одного человека, иногда второй водолаз занимал место на носу.
В конце 1943 года моторизированные каноэ были переданы под начало «Assault Warfare SubCommittee» (AWSC), который провёл исследования в водохранилище Queen Mary. Там каноэ сравнивались с «Чариотами» и «Велманами». Моторизированные каноэ были существенно меньше (до 15 каноэ могли быть размещены в торпедном отсеке подводных лодок), легче, проще в навигации и эксплуатации, а также имели преимущество по времени создания. Однако каноэ было очень трудно контролировать.
Обычно в операциях применялся метод «барс» (дельфинирование, подпрыгивание в воде) — каноэ выпрыгивало из воды, чтобы контролировать пеленг и затем уходило под воду. Пилот поднимал нос каноэ над поверхностью воды и смотрел на отражение дна на поверхности, и только когда нос встречался со своим отражённым изображением, Спящая красавица подпрыгивала и пилот мог увидеть своё направление. Пилот мог оставить каноэ плывущим, чтобы установить магнитные мины на вражеские корабли, вместо пилотирования каноэ напрямую в цель.